# Larry Norman
Larry David Norman (8 de abril de 1947 – 24 de febrero de 2008) fue un músico, cantante, y compositor estadounidense de música cristiana contemporánea. 
Un músico hippie convertido al cristianismo, Norman es considerado uno de los pioneros más emblemáticos del rock cristiano. Desde su primera grabación profesional en 1967, cuando era líder de la banda People!, más de 100 álbumes propios de Larry Norman han sido producidos, con las compañías discográficas Capitol Records, MGM, Verve, y sus propias compañías independientes: One Way Records, Solid Rock Records, Street Level Records, y Phydeaux Records.
En enero de 1973 la revista Cashbox nombró a Norman como uno de los Mejores Artistas Nuevos Masculinos del año. En 1989 fue galardonado con el Lifetime Achievement Award de la Sociedad de Artistas Cristianos. 
El 27 de noviembre de 2001, Norman fue incluido en el Salón de la fama de la Asociación de Música Gospel, durante una ceremonia en el Auditorio Ryman, y fue incluido en el Salón de la Fama de la Música cristiana Contemporánea (CCM) en enero de 2004 por elección en una votación de los lectores de la revista CCM
En 2007, Norman fue incluido en el San Jose Rocks Hall of Fame tanto como miembro de People!, como por su carrera como artista solista. En ese momento Norman se reunió para un concierto de reencuentro con los miembros de su exbanda People!.  En 2009, Norman fue uno de los homenajeados en un segmento de los Premios Grammy

## Carrera musical

### Back Country Seven (1964-1965)

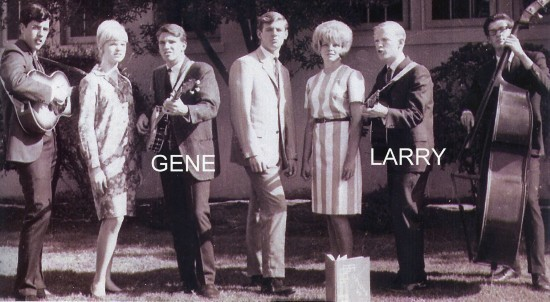
The Back Country Seven

Cuando todavía era estudiante de secundaria, Norman formó un grupo llamado The Back Country Seven. Después de graduarse, Norman continuó tocando y abrió en conciertos locales para la banda The Doors y Jimi Hendrix. 

### People! (1966–1968)
En 1966 Norman abrió un concierto para la banda People! en los Asilomar Conference Grounds en Pacific Grove, California. Más tarde se convirtió en el principal compositor de la banda, compartiendo su voz principal con su compañero de la banda Back Country Seven, Gene M. Mason.
Capitol Records firmó un contrato de grabación con People! a principios de 1966. La banda estuvo a cargo de Mikel Hunter "Captain Mikey" Herrington. People! realizaba cerca de 200 conciertos al año, y llegó a aparecer junto a Van Morrison y Them, The Animals, The Dave Clark Five, Paul Revere & The Raiders, The Doors, The Who, Janis Joplin, Jimi Hendrix, Moby Grape, y las bandas de San José Syndicate of Sound y Count Five.
En 1968, People! lanzó el sencillo "I Love You", un cover The Zombies. Después de una amplia promoción, incluyendo una película promocional que apareció en American Bandstand, "I Love You" se convirtió en un éxito que llegó a ser un one hit wonder, logrando vender más de un millón de copias y alcanzando # 1 en varios mercados. 
Norman se separó de la banda People! antes de que Capitol lanzara el álbum de al mercado en 1967. El álbum alcanzó el n.º 138 de la lista Billboard. Norman y Mason se reunieron en 1974 para un concierto en apoyo a Israel.

### Hollywood Street Ministry (1968–1969)
Poco después de que Norman dejó la banda, él tuvo "un poderoso encuentro espiritual que lo llevó a un frenesí de indecisión acerca de su vida [y] por primera vez en su vida, recibió lo que él entendió como el Espíritu Santo". Norman regresó a casa a vivir con sus padres, sin planes para su futuro. Se le ofreció un puesto para Youth For Christ, y una semana más tarde fue invitado por Herb Hendler a ir a Hollywood para escribir musicales para Capitol Records. 
En julio de 1968, Norman se mudó a Los Ángeles, donde "pasó un tiempo compartiendo el evangelio en las calles". Como él lo describió en 2006:. "Caminaba arriba y abajo del Hollywood Boulevard varias veces al día testificándoles a empresarios ... y a hippies, y a cualquiera a quien el Espíritu me llevaba. Gasté todo mis regalías de Capitol Records empezando un centro de reinserción social y comprando ropa y comida para nuevos conversos. 
Cada viernes y sábado pedían prestado autos y conducía casi 150 kilómetros para recoger ciertos niños y llevarlos a una iglesia en una casa en Santa Ana. Nuestras reuniones por lo general duraban cinco horas en viernes y ocho horas en domingo ". 
Inicialmente, se asoció con la Primera Iglesia Presbiteriana de Hollywood, y el ministerio de Salt Company Coffeehouse. Según Don Williams, fundador de Salt Company Coffeehouse, Norman estaba convencido "de que podía usar su música rock para comunicar el evangelio" después de escuchar un grupo de rock cristiano.

### Upon This Rock (1969)
En 1969, Norman regresó con Capital Records, y en diciembre del mismo año, se lanzó su primer álbum en solitario, llamado  Upon This Rock (Sobre esta roca), ahora considerado como "el primer álbum de rock cristiano totalmente desarrollado". El álbum ha sido descrito como "una mezcla de folk, psicodelia, e influencias de rock". Una de las canciones
Capitol consideró al álbum un "fracaso comercial", ya que se logró satisfacer la expectativa de ventas de la empresa, por lo cual retiraron a Norman de la compañía en febrero de 1970, diciéndole que "no hay mercado para su música". Norman más tarde dijo que el álbum era "demasiado religioso para las tiendas de rock and roll, y también demasiado rock and roll para las tiendas religiosas". En abril de 1970, Capitol arrendó el álbum Upon This Rock al sello discográfico cristiano Heart Warming. Con esto, el álbum recibió posteriormente un aumento de las ventas debido a su distribución en las librerías cristianas. 

### 1970's
Norman siguió tocando rock cristiano, sobre todo para el público en California durante los primeros años de los 70's. En marzo de 1970, Norman actuó en el Faith Festival patrocinado por Youth for Christ. Se estima que el evento en Evansville, Indiana, atrajo a cerca de 6,000 personas. En un concierto en 1970, mientras improvisaba con el piano, Larry escribió "The Tune", tema que un crítico describió como "probablemente la mejor realización de Larry... como compositor y artista de grabación".
En septiembre de 1970, Norman comenzó a escribir una columna regular llamada "Como yo lo veo" en el "Hollywood Free Paper", un periódico fundado por el evangelista local de "Jesus People", Duane Pederson.
Norman fue un participante destacado en la marcha del Día de la Revolución Espiritual, realizada en Sacramento, California el 13 de febrero de 1971. 
En 1971 Norman produjo el álbum "Born Twice", dedicado al cantante Randy Stonehill, quien se había convertido al cristianismo en agosto de 1970, en la cocina de Norman.
En septiembre de 1972, Norman comenzó la grabación de su segundo álbum de estudio: "Only Visiting This Planet". A menudo, éste es considerado como el mejor álbum de Norman,  el cual mezcló su mensaje cristiano con fuertes temas políticos, y estaba destinado a llegar a los "pequeños florecientes" desilusionados por el gobierno y la iglesia. En 1990, la revista CCM catalogó a "Only Visiting This Planet" como "el mejor álbum cristiano jamás realizado".
El álbum incluía las canciones "Why Should The Devil Have All The Good Music" y "Why Don't You Look Into Jesus". Esta última canción fue inspirada por Janis Joplin, cuando en un concierto, Norman estaba cantando y vio a Joplin sentada detrás del telón de boca con una copa de whiskey en un estado de inestabilidad..
Hacia 1973, se estima que se habían realizado más de 200 covers de las canciones de Norman, incluso por Cliff Richard, Jack Jones, Petula Clark, Sammy Davis, Jr., Pat Boone Imperials, y The Oak Ridge Boys.
El 21 de junio de 1972, Norman tuvo una breve aparición en la película "Beware! The Blob". 
Un cover de la canción "I Wish We'd All Been Ready ('Quisiera que todos estuvieramos listos') fue realizado por un grop llamado "The Fishmarket Combo", para la película cristiana sobre los tiempos finales, "A Thief in the Night" (Como ladrón en la noche).

### Controversia
La música de Larry Norman nunca fue bien recibida por diversas vertientes del cristianismo. Su música fue denunciada por algunos evangelistas de televisión, incluyendo a Bob Larson, Jimmy Swaggart, Jerry Falwell, y otros dentro de la jerarquía religiosa conservadora, que consideraba desde entonces, relacionaba el desarrollo de rock-and-roll cristiano con una forma de secularización. A pesar de esto, su música ganó un gran número de seguidores en los movimientos contraculturales emergentes, sin embargo, mucha de la música de Norman fue prohibida en diversas estaciones de radio y asociaciones cristianas.

### Discografía selecta
Desde 1960, la música de Norman ha aparecido en más de 100 álbumes, compilaciones y bootlegs de conciertos. Estas grabaciones han sido producidas por diversos sellos discográficos diferentes y con varios artistas. Algunos de sus discos esenciales son:
- Upon This Rock (1969)
- Street Level  (1970)
- Bootleg (1972)
- Only Visiting This Planet (1972)
- So Long Ago the Garden (1973)
- In Another Land  (1976)
- Something New under the Son (1981)
- Home at Last  (1989)
- Stranded in Babylon  (1991)
- Tourniquet (2001)

- Esta obra contiene una traducción parcial derivada de «Larry Norman» de Wikipedia en inglés, publicada por sus editores bajo la Licencia de documentación libre de GNU y la Licencia Creative Commons Atribución-CompartirIgual 4.0 Internacional.